# Falščina
Falščina (fala, xalimegu) je romanski jezik, ki spada v skupino iberoromanskih jezikov, in sicer v galicijsko-portugalsko podskupino. Govorijo ga na severozahodu Estremadure v Španiji tik ob meji s Portugalsko ob vznožju gore Jálama (Xálama) v krajih Valverde del Fresno, Eljas in San Martin de Trevejo, ki imajo skupaj okoli 3700 stalnih prebivalcev. Izven doline naj bi živelo še okoli 6 ali 11 tisoč govorcev, večinoma drugje v Estremaduri.
Večina govorcev in nekateri jezikoslovci imajo falščino za poseben romanski jezik, medtem ko drugi imajo za narečje. V falščini lahko zasledimo značilnosti portugalščine, galicijščine, leonščine in govora castúo (kastiljsko narečje v Estremaduri).
V Galiciji imajo falščino za galicijsko narečje.
Falsko besedišče je večinoma podobno galicijskemu in portugalskemu. Glasoslovno je bliže leonskemu in kastiljskemu jeziku. Stare jezikoslovne in narečjeslovne raziskave so primerjali falščino s staro kastiljščino, medtem ko jo je imel Federico de Onís za portugalsko narečje z leonskimi značilnostmi.
Falščina ima posebno ISO jezikovno kodo (fax), tudi jo prizna avtonomna pokrajinska vlada Estremadure. 3. avgusta 1992 je bilo ustanovljeno društvo Fala i Cultura, ki ima namen kodificirati falski knjižni jezik na podlagi galicijščine. Avtonomna vlada Galicije želi doseči, da učijo galicijski knjižni jezik v šolah v Jálami, ampak je to odbila vlada v Estremaduri, čeprav je podpiral idejo tudi predsednik društva Fala i Cultura Domingo Frades Gaspar.